# Gare d'Yvetot
La gare d'Yvetot est une gare ferroviaire française de la ligne de Paris-Saint-Lazare au Havre, située sur le territoire de la commune d'Yvetot, dans le département de la Seine-Maritime, en région Normandie.
Elle est mise en service en 1847 par la Compagnie du chemin de fer de Rouen au Havre, avant de devenir une gare de la Compagnie des chemins de fer de l'Ouest, puis de l'Administration des chemins de fer de l'État. Elle fait désormais partie du réseau de la Société nationale des chemins de fer français (SNCF).
C'est une gare voyageurs, desservie par des trains de grandes lignes (Intercités) et ceux du réseau TER Normandie. Elle a fait l'objet, entre 2013 et 2015, d'importants travaux de réaménagement et de modernisation.

## Situation ferroviaire
Établie à 145 mètres d'altitude, la gare d'Yvetot est située au point kilométrique (PK) 177,127 de la ligne de Paris-Saint-Lazare au Havre, entre les gares ouvertes de Motteville et de Foucart - Alvimare.

## Histoire
La « station d'Yvetot » est mise en service le 22 mars 1847 par la Compagnie du chemin de fer de Rouen au Havre, lorsqu'elle ouvre à l'exploitation sa ligne en prolongement de la ligne de Paris à Rouen. C'est l'une des treize stations de la ligne, située entre celles d'Alvimare et de Motteville. Elle dispose d'un bâtiment voyageurs dû à l'architecte William Tite comme toutes les autres stations de la ligne.

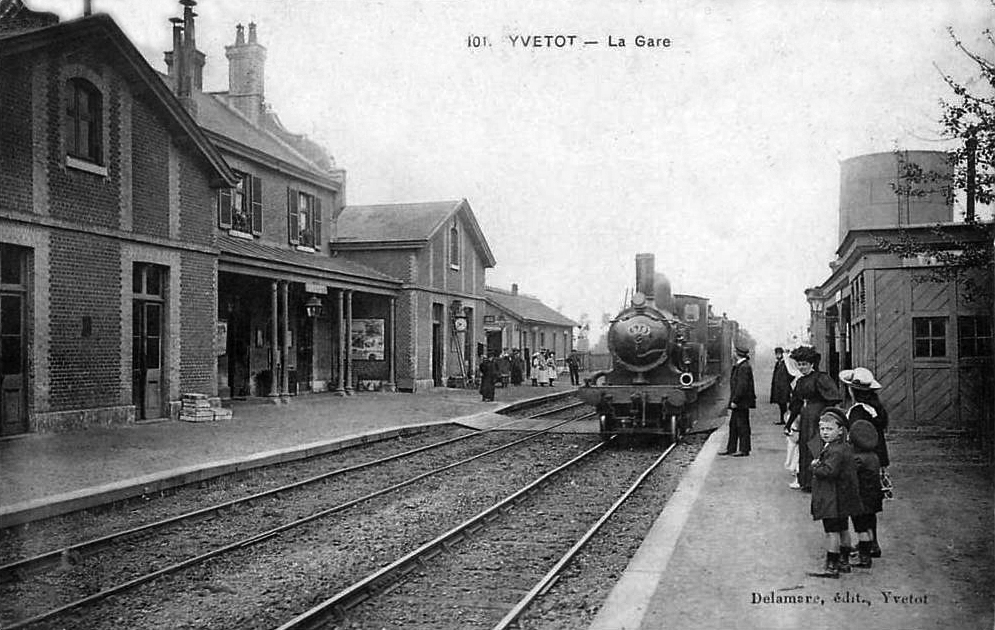
La gare vers 1900, avec le bâtiment de l'architecte anglais William Tite.

En 1855, elle intègre, comme la ligne, le réseau de la Compagnie des chemins de fer de l'Ouest, laquelle est issue d'une fusion comprenant notamment les compagnies d'origine de la ligne.
En 1923, le quai voyageurs, côté impair vers Le Havre, est allongé de 30 m et un deuxième guichet est ajouté dans le bureau de distribution des billets.
Fin 2014, au bout du quai de la voie 1 côté Rouen, un terminus avec quai central encadré par deux voies impaires (3 et 5) a été aménagé pour accueillir les TER assurant une desserte cadencée Elbeuf-Saint-Aubin – Rouen – Yvetot et permettre leur stationnement sans gêner le trafic sur les deux voies principales.

## Fréquentation
De 2015 à 2022, selon les estimations de la SNCF, la fréquentation annuelle de la gare s'élève aux nombres indiqués dans le tableau ci-dessous.
| Année                      | 2015      | 2016      | 2017      | 2018      | 2019      | 2020    | 2021    | 2022      |
| -------------------------- | --------- | --------- | --------- | --------- | --------- | ------- | ------- | --------- |
| Voyageurs                  | 934 997   | 909 234   | 920 117   | 902 928   | 997 167   | 687 572 | 787 592 | 1 039 150 |
| Voyageurs et non voyageurs | 1 168 746 | 1 136 542 | 1 150 146 | 1 128 661 | 1 246 459 | 859 465 | 984 491 | 1 298 937 |

## Service des voyageurs

### Accueil
Gare de la SNCF, Yvetot dispose d'un bâtiment voyageurs, avec guichet, ouvert tous les jours. Elle est équipée d'automates pour l'achat de titres de transport. C'est une gare qui dispose d'aménagements, équipements et services pour les personnes à la mobilité réduite.
Un souterrain, accessible par escaliers ou ascenseurs, permet la traversée des voies et le passage d'un quai à l'autre.

### Desserte
Yvetot est desservie par des trains express régionaux du réseau TER Normandie, assurant les relations Paris-Saint-Lazare – Le Havre, Rouen – Le Havre et Elbeuf - Saint-Aubin – Yvetot (service cadencé).

### Intermodalité
Un parc sécurisé pour les vélos et un parking sont aménagés à ses abords.
Elle est desservie par des bus du réseau urbain Vikibus, et par des cars départementaux (lignes 10 et 25).

Galerie de photographies
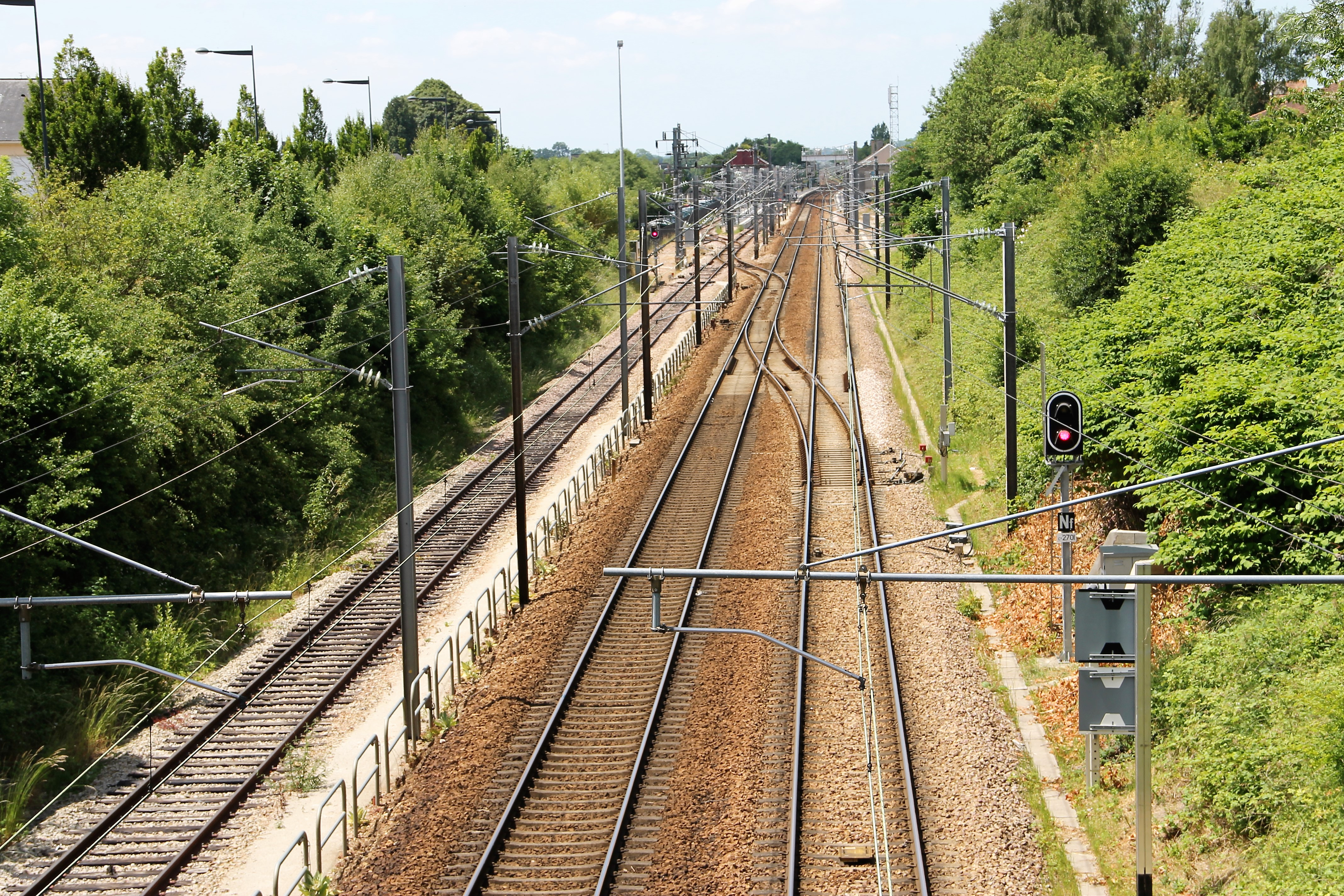
Vue de la ligne Paris – Le Havre avant la gare d'Yvetot, en direction du Havre.
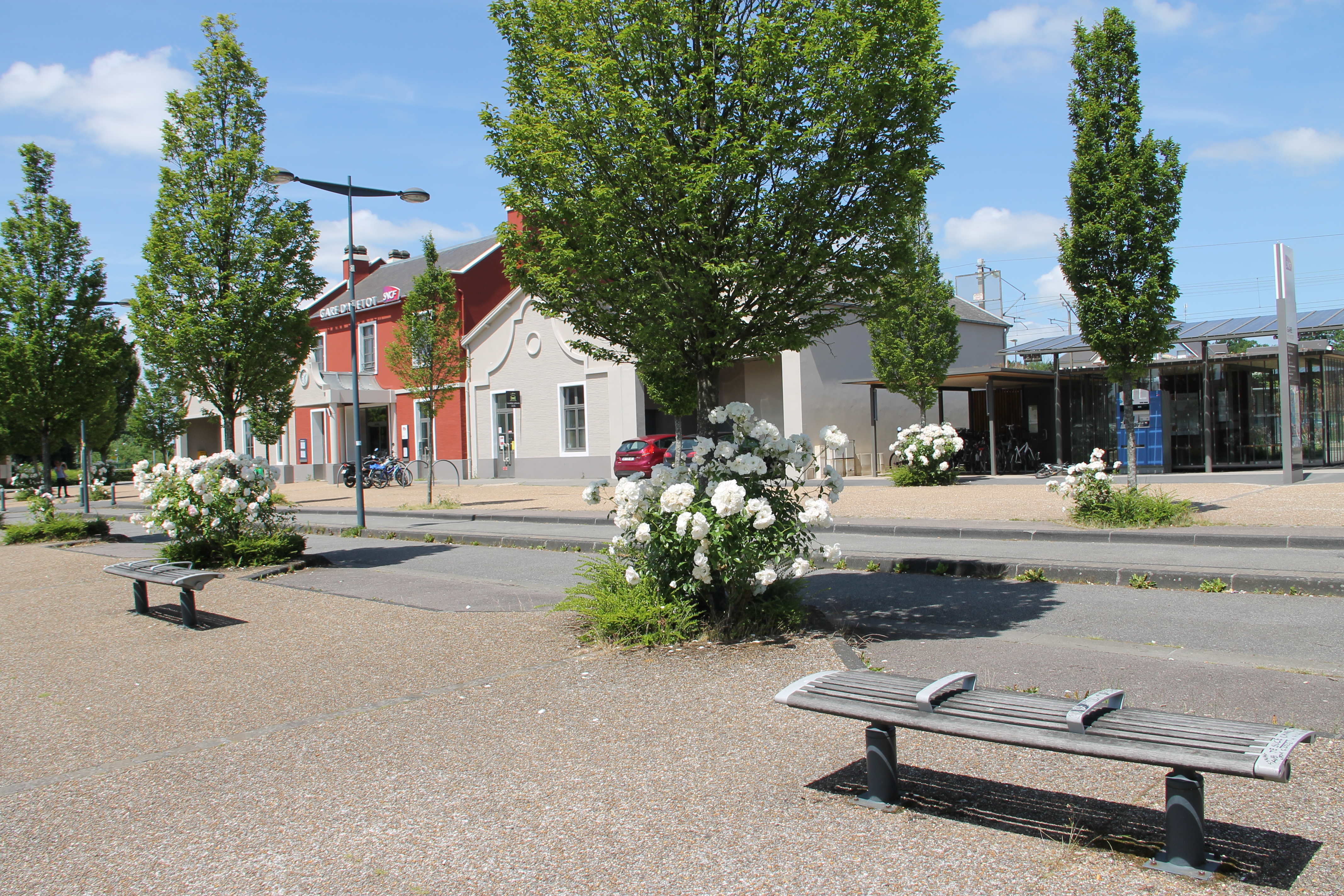
Parvis de la gare.
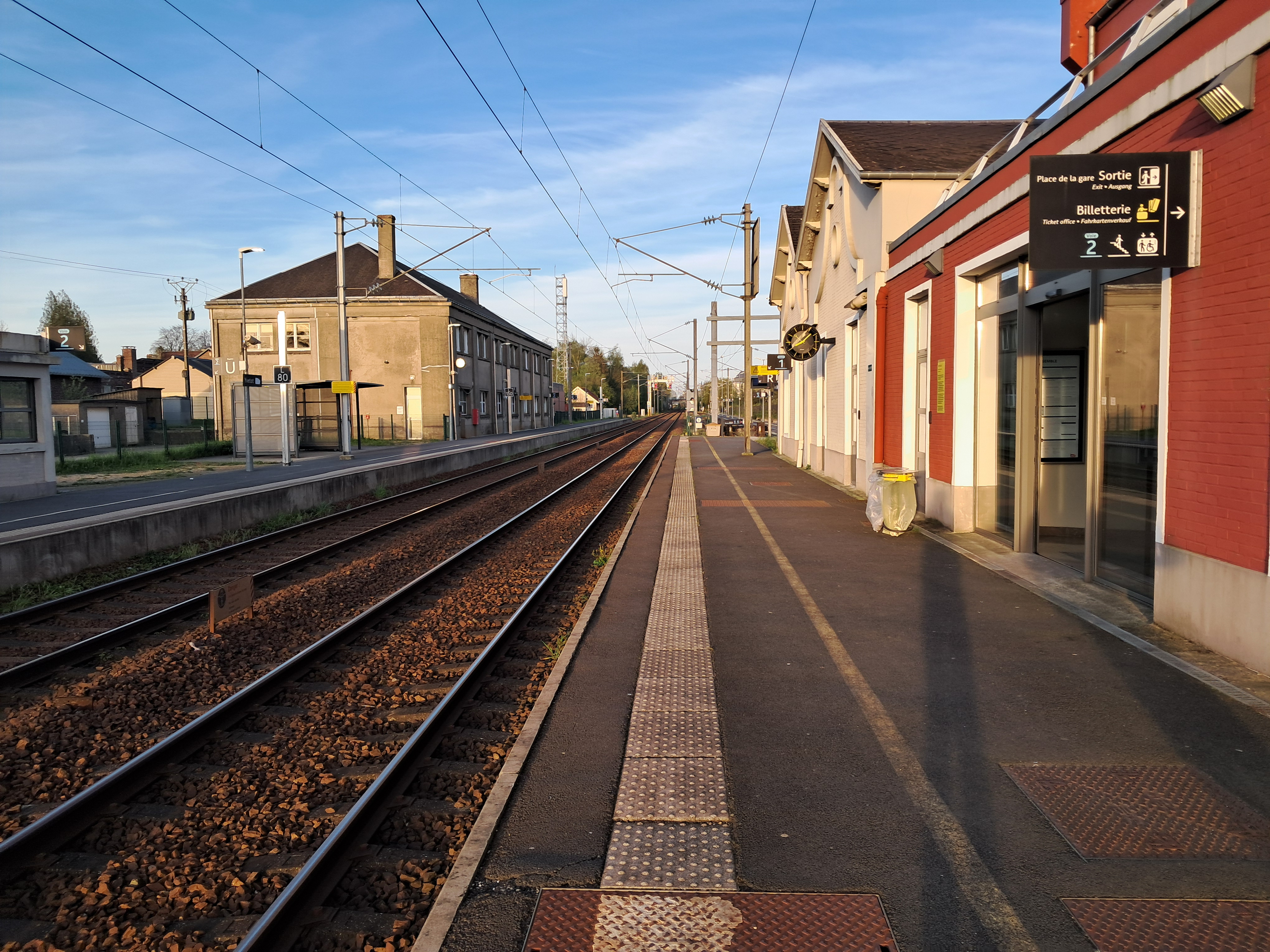
Voies et quais.
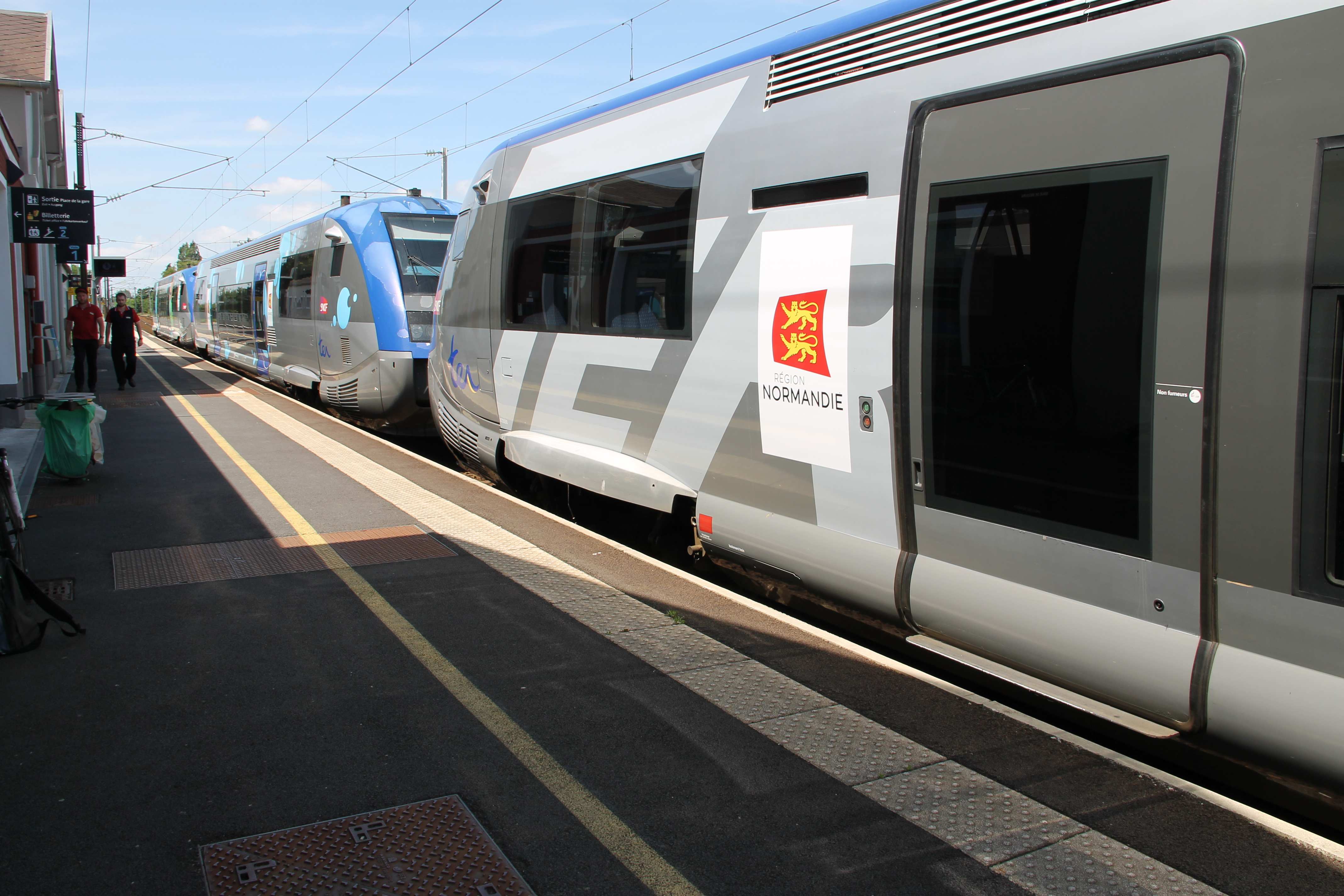
Triplette d'X 73500, sur un TER Rouen – Le Havre.

## Au cinéma
Le scénario du film La Ritournelle de Marc Fitoussi, tourné en 2013, évoque la gare d'Yvetot : Xavier Lecanu (rôle interprété par Jean-Pierre Darroussin) attend sa femme Brigitte (Isabelle Huppert) sur un quai. La gare est effectivement brièvement visible dans ce film, mais il s'agit de l'entrée du bâtiment voyageurs.
En mai 2015, le quai ajouté lors des travaux de réaménagement est utilisé pour le tournage nocturne d'une scène du film Money, réalisé par Gela Babluani. Cette gare a été choisie pour des raisons pratiques, notamment sa situation sur la ligne Paris – Le Havre (c'est dans cette dernière ville que s'est déroulée la majeure partie du tournage).